# Paul Raines
Paul Raines, en fiktiv person fra tv-serien 24 Timer, var gift med Audrey Raines. Han var en britisk forretningsmand som blev indblandet i begivenhederne i fjerde sæson efter Audrey og hendes far, forsvarsminister James Heller blev bortførte.

## Før Dag 4
- Et af Pauls firmaer, Galaxy Financial Services, købte en bygning og lejede den ud til en mand ved navn Harris Barnes.

- Et andet firma som Paul arbejdede for solgte it-software til McLennan-Forster, det firma som fremstillede Dobson Override Device.

- Paul og Audrey besluttede sig for at lade sig separere.

## Dag 4
Da forsvarsminister Heller besøgte med sin søn, Richard, ringede Audrey til Paul og fortalte ham at hun var parat til at lade sig skille. Han bad hende om at tænke over det og hun fortalte at de ville diskutere det når hun vendte tilbage til Washington D.C.. 
Senere på dagen fløj Paul til Los Angeles efter at have fået at vide at Audrey var blevet bortført. Han fortalte hende at han håbede at de ville finde sammen og tale om deres ægteskab, men Audrey afslørede at hun elskede en anden mand. Da Paul så Jack Bauer og Audrey tale sammen i et andet rum, mistænker han Jack for at være den anden mand i Audreys liv.
Efter CTU fandt Pauls navn på lejekontrakten for den bygning hvor terroristaktionerne var blevet planlagt, mistænkte Jack Paul for at arbejde sammen med terroristerne, selv om han muligvis ikke selv vidste det. Han afhørte Paul i dennes hotelrum efter at have sat en fælde gennem et møde med Audrey. Jack torturerede Paul med ledningerne fra en lampe, og tvang Paul til at finde lejerens navn på sin bærbare computer... Habib Marwan. 
Takket være Pauls information lykkedes det Jack og Curtis Manning at spore Habib Marwan til Rockland Building, hvor Marwan brugte Dobson Override til at forsøge at nedsmelte flere atomkraftværker. De fik fat i Dobson Override, men Marwan undslap. De besluttede sig for at besøge Marwans arbejdsgiver, McLennan-Forster.
På trods af at Jack havde et romantisk forhold med Audrey, tilbød Paul at tage sammen med Jack til McLennan-Forster for at hjælpe til med at finde brugbar information på Marwans computer. Efter at Paul begyndte at finde information som ledende medarbejdere hos McLennan-Forster prøvede at skjule, detonerede en EMP for at forhindre CTU i at finde belastende bevismateriale. 
Før strømsvigtet udskrev Paul en krypteret fil og skjulte den i et af kontorerne hos McLennan-Forster. Han blev efterfølgende overfaldet af sikkerhedschefen, Dave Conlon, og to andre mænd. Jack reddede Paul og de to mænd flygtede ud i de mørke gader sammen med udskriftet.
Paul og Jack søgte beskyttelse i en butik som solgte sportsudstyr og det lykkedes dem at nedkæmpe de lejesoldater som McLennan-Forster havde sendt for at hente dokumentet og eliminere dem. Efter en lang ildkamp nåede CTU til stedet og reddede Paul og Jack. Da Jack afleverede dokumentet skød Conlon, som man troede var død, mod Jack. Paul skubbede Jack væk og blev i stedet selv ramt af skuddet. 
Midt om natten var Paul blevet transporteret til CTU for at gennemgå en kritisk operation da Jack stormede ind med en såret mistænkt, Lee Jong, fra det kinesiske konsulat.
Ved at true med en pistol tvang Jack doktoren til at forlade Paul og i stedet oprerere Lee Jong. Vel vidende at Paul ville dø, gav Audrey Jack skylden. Selv om han mente at han havde foretaget den rette beslutning, var Jack hårdt plaget af skyld, da Paul døde som en direkte følge af den ufærdige operation.
Mens Audrey tilgav Jack i slutningen af dagen, bidrog hændelsen til at drive dem fra hinanden og Audrey besluttede sig for at slutte sit forhold med Jack kort før slutningen af Dag 4.
| 24 Timer | Spire Denne artikel om tv-serien 24 Timer er en spire som bør udbygges. Du er velkommen til at hjælpe Wikipedia ved at udvide den. |